# Hiệp định Washington (1900)
Hiệp định Washington ký ngày 7 tháng 11 năm 1900 là một thỏa thuận giữa Hoa Kỳ và Tây Ban Nha với mục đích loại bỏ mọi hiểu lầm có thể phát sinh từ cách diễn giải Khoản III của Hiệp định Paris (1898) bằng cách làm rõ chi tiết về các vùng lãnh thổ mà Tây Ban Nha giao lại cho Hoa Kỳ. Hiệp định có hiệu lực từ ngày 23 tháng 3 năm 1901 sau khi hai bên trao đổi văn kiện phê chuẩn hiệp định cho nhau.
Hiệp định Washington nêu rõ:
Tây Ban Nha giao lại cho Hoa Kỳ tất cả các danh nghĩa và tuyên bố chủ quyền, mà Tây Ban Nha có thể đã từng có vào lúc kết thúc ký kết Hiệp định Hoà bình Paris, đối với tất cả các đảo thuộc quần đảo Philippines mà nằm ngoài những đường ranh giới được mô tả trong Khoản III của Hiệp định và cụ thể là đối với các đảo Cagayan Sulu và Sibutu cùng các đảo phụ thuộc; Tây Ban Nha đồng ý rằng tất cả các đảo trên phải được hàm nghĩa đầy đủ trong tuyên bố san nhượng lại Quần đảo [Philipppines] như thể chúng đã được bao hàm rõ ràng trong phạm vi của các đường ranh giới đã nhắc đến ở trên.
Sau khi đã cân nhắc tuyên bố từ bỏ dứt khoát trên, Hoa Kỳ đồng ý trả cho Tây Ban Nha số tiền trị giá 100.000 đô la Mỹ trong vòng sáu tháng sau khi hai bên trao đổi văn kiện phê chuẩn hiệp định.